# Динглингер, Иоганн Мельхиор
Иоганн Мельхиор Ди́нглингер (нем. Johann Melchior Dinglinger; 26 декабря 1664, Биберах-ан-дер-Рис — 6 марта 1731, Дрезден) — немецкий ювелир, «золотых дел мастер, златокузнец» (нем. Goldschmied). Художник немецкого барокко, придворный мастер курфюрста Саксонского, Короля польского и Великого князя литовского Августа II Сильного.

## Биография
Знаменитый ювелир родился в городке Биберах-ан-дер-Рис (Баден-Вюртемберг). Его отец был мастером скобяных изделий, дед по материнской линии — ювелиром. Иоганн учился ювелирному делу в Ульме. Совершенствовал свою технику подмастерьем в Аугсбурге, Нюрнберге и Вене. В 1692 году переехал в Дрезден и в следующем году стал членом гильдии ювелиров.
В 1698 году Динглингер был назначен придворным ювелиром саксонского курфюрста Августа II Сильного. Был женат пять раз и имел двадцать три ребёнка (выжили одиннадцать). В своей мастерской Иоганн Динглингер работал вместе со своими братьями, эмальером Георгом Фридрихом (1666—1720) и «златокузнецом» Георгом Кристофом (1668—1728), двумя сыновьями и четырнадцатью помощниками. Трудился в Дрездене до своей смерти в 1731 году. Его могила на старом кладбище при церкви Св. Иоанна не сохранилась. После смерти выдающегося мастера его мастерской руководил его сын Иоганн Фридрих Динглингер (1702—1767).

## Особенности творчества
После избрания курфюрста Августа в 1694 году королём Польши новый монарх почти всё время находился в Варшаве. «Динглингер был единственным придворным художником, который мог прославлять там блеск новой короны грандиозными и изумляющими произведениями, так как их можно было легко перевозить». Произведения Динглингера отличают «истинно барочная, изощрённая фантазия, виртуозная техника и тщательность обработки материала». Мастер умело сочетал контрастные свойства самых разных, в том числе экзотических, материалов: серебра, золота, драгоценных и полудрагоценных камней, бриллиантов и жемчуга, цветных эмалей, кораллов, перламутра, панциря черепахи, чёрного дерева и слоновой кости. «Все эти материалы использовались с неподражаемой художественной точностью, остроумием и чувством меры».
В ряде изделий мастерской Динглингера скульптурные детали выполнял выдающийся дрезденский скульптор Бальтазар Пермозер. Для орнаментального декора Динглингер обращался к французским образцам — гравюрам Жана Лепотра и Жана Берена Старшего. Французские влияния в целом характерны для саксонского искусства того времени, отчасти по причине католических традиций в городе свободных вероисповеданий. Необычная культура Дрездена, в особенности в области архитектуры и декоративного искусства, формировалась «на перекрёстке торговых и художественных дорог между Римом и Парижем». «Искусство этого гениального придворного ювелира не было замкнуто в себе и обнаруживает элементы чужеземных культур — восточноазиатской, античной, египетской… Одновременно с ним при дрезденском дворе работали несколько других известных ювелиров… Но даже те мастера, о которых мы знаем очень мало, создавали под влиянием этого выдающегося художника блестящие произведения. Эта важная школа дрезденского ювелирного искусства существовала в течение всего XVIII века».

## Динглингер и Пётр I
В 1698 году юный русский царь Пётр I во время первого заграничного путешествия несколько дней гостил в Дрездене, но останавливался не во дворце курфюрста, а в доме знаменитого ювелира. Три дня он изучал кунсткамеру курфюрста. Царь намеревался пригласить мастера и его помощников на работу в Россию, но этому проекту не суждено было осуществиться.

## Динглингерхаус
В районе Дрезден-Лошвиц, на улице Фрауэнгассе 9, находился знаменитый в XVIII веке дом-мастерская Иоганна Динглингера (Dinglingers Weinberghaus). Дом был одной из достопримечательностей Дрездена из-за его механических диковинок — обсерватории, часов-указателей погоды (Wetteruhr) и «пожарной машины» (Feuerspritze). Во время Семилетней войны 1756—1763 годов дом сгорел, а затем отстроен заново. В годы Второй мировой войны все здания в этом районе города были разрушены. в 1966 году началось воссоздание. Динглингеру также принадлежал загородный дом с виноградником в Лошвице.

## Самые известные ювелирные изделия
- «Мавр с изумрудным штуфом» — скульптура из грушевого дерева высотой 64 см, украшенная изумрудами, рубинами, сапфирами, топазами, гранатами, альмандинами с использованием деталей из черепахового панциря. «Мавр» был создан в сотрудничестве с Бальтазаром Пермозером, он датируется примерно 1724 годом. «Мавр», судя по его украшениям, вероятно, изображал американского индейца.
- Многофигурная композиция «Дворцовый приём в Дели в день рождения Великого Могола Ауренг Зеба» (Hofstaat zu Delhi am Geburtstag des Großmoguls Aureng-Zeb) отражает представления европейских монархов о великолепии двора восточных правителей. Ни Август Сильный, ни Динглингер никогда не были в Индии, поэтому произведение создавалось исключительно на основе литературных источников. После долгой и кропотливой работы вместе с братьями Георгом Фридрихом и Георгом Кристофом в период с 1701 до 1708 год появилась настольная композиция размером 58 см х 142 см х 114 см, состоящая из 132 миниатюрных украшенных позолотой и эмалями фигур людей и животных, украшенных 5223 бриллиантами, 189 рубинами, 175 изумрудами, 53 жемчужинами и одним сапфиром. Состояла из трёх «комнат» — серебряной, золотой и собственно с Аурангзебом. Этот шедевр обошелся саксонскому курфюрсту в 58 485 рейхсталеров, что составляло по тем временам годовой доход тысячи чиновников. Большая часть этой суммы была получена от Карла XII в качестве компенсации за оккупацию Саксонии. «Дворцовый прием» с 2004 года размещается в экспозиции новых залов музея «Зелёный свод» в Дрездене.

- «Обелиск Августа» (Obeliscus Augustalis). Создан в период с 1719 по 1721 годы в сотрудничестве с огранщиком драгоценных камней Хюбнером и придворным ювелиром Дерингом; он имеет высоту 2,3 м. Это сложный в исполнении монумент с картушем и овальным медальоном с профильным изображением курфюрста Августа. В композиции обелиска насчитывается 240 гемм, драгоценных камней и позолоченных скульптурных деталей. Его стоимость на момент изготовления приравнивалась к стоимости среднего дворца в стиле барокко.

- Церемониальный кубок короля Августа. Ок. 1697 г. Всадник (утрачен) и конь представляют Литву, объединившуюся с Польшей. Другие знаки отличия включают корону Польши на малиновой подушке, польского белого орла и монограмму монарха. Агат, серебро, золочение, эмали, драгоценные камни.

- «Купальня Дианы» — декоративная чаша со скульптурным изображением римской богини охоты. Чаша из халцедона в золотой оправе высотой 38 см была создана в 1705 году и украшена жемчугом, бриллиантами, эмалью, орнаментом на серебре и скульптурными изображениями животных. Основание вазы выполнено в форме головы оленя.

- Золотой кофейный сервиз был изготовлен в 1697—1701 годы. Для его создания были использованы золото, серебро, эмаль, слоновая кость и около 5600 бриллиантов. Сервиз оценивался в 50 000 талеров.

## Галерея

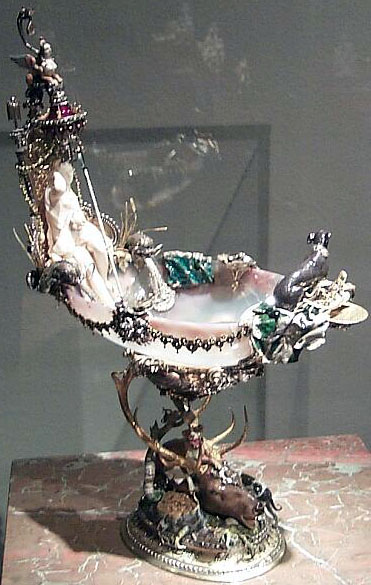
Чаша «Купальня Дианы». 1705. Халцедон, серебро, эмали
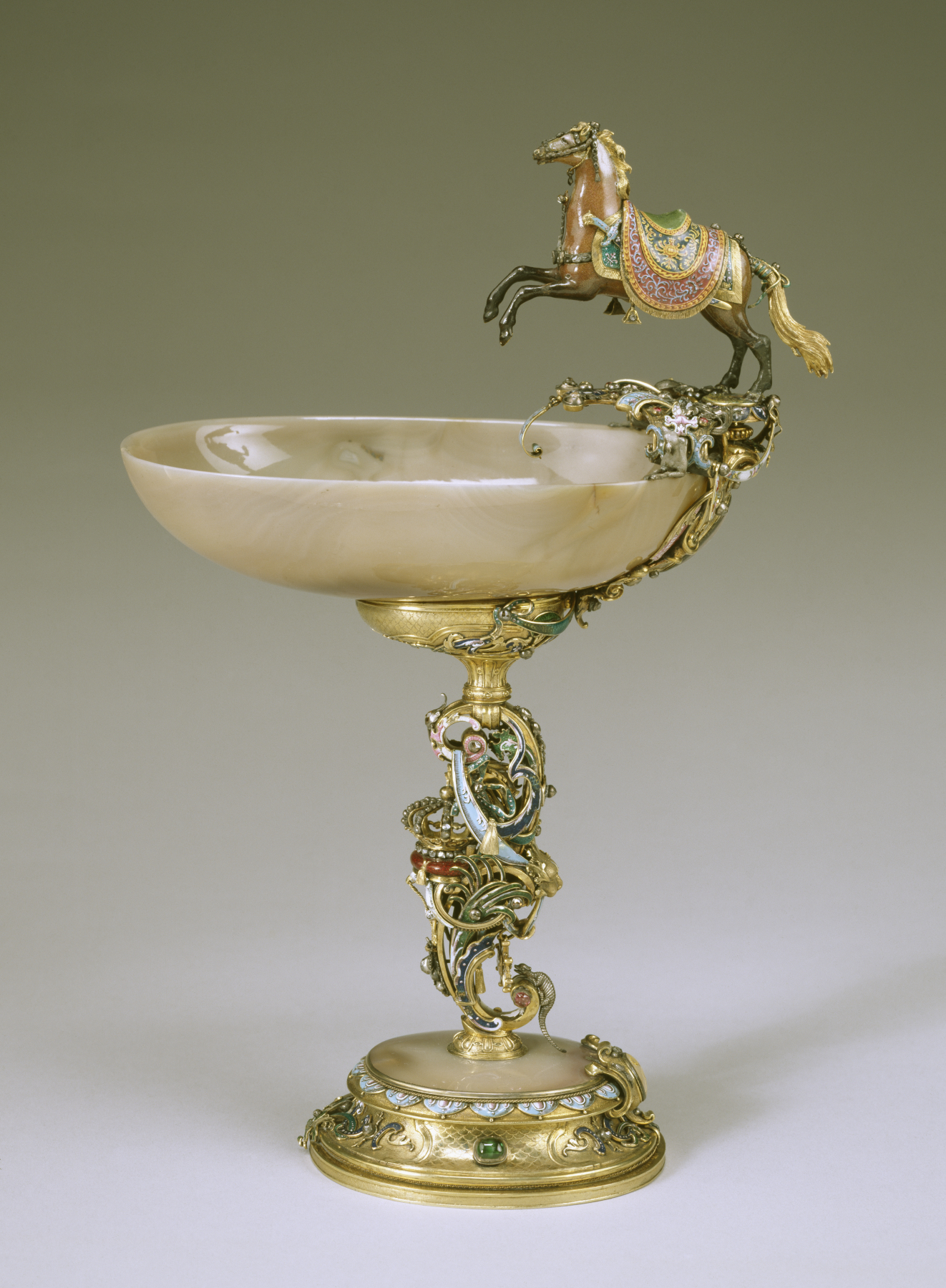
Церемониальный кубок короля Августа. Ок. 1697 г. Агат, серебро, золочение, эмали, драгоценные камни
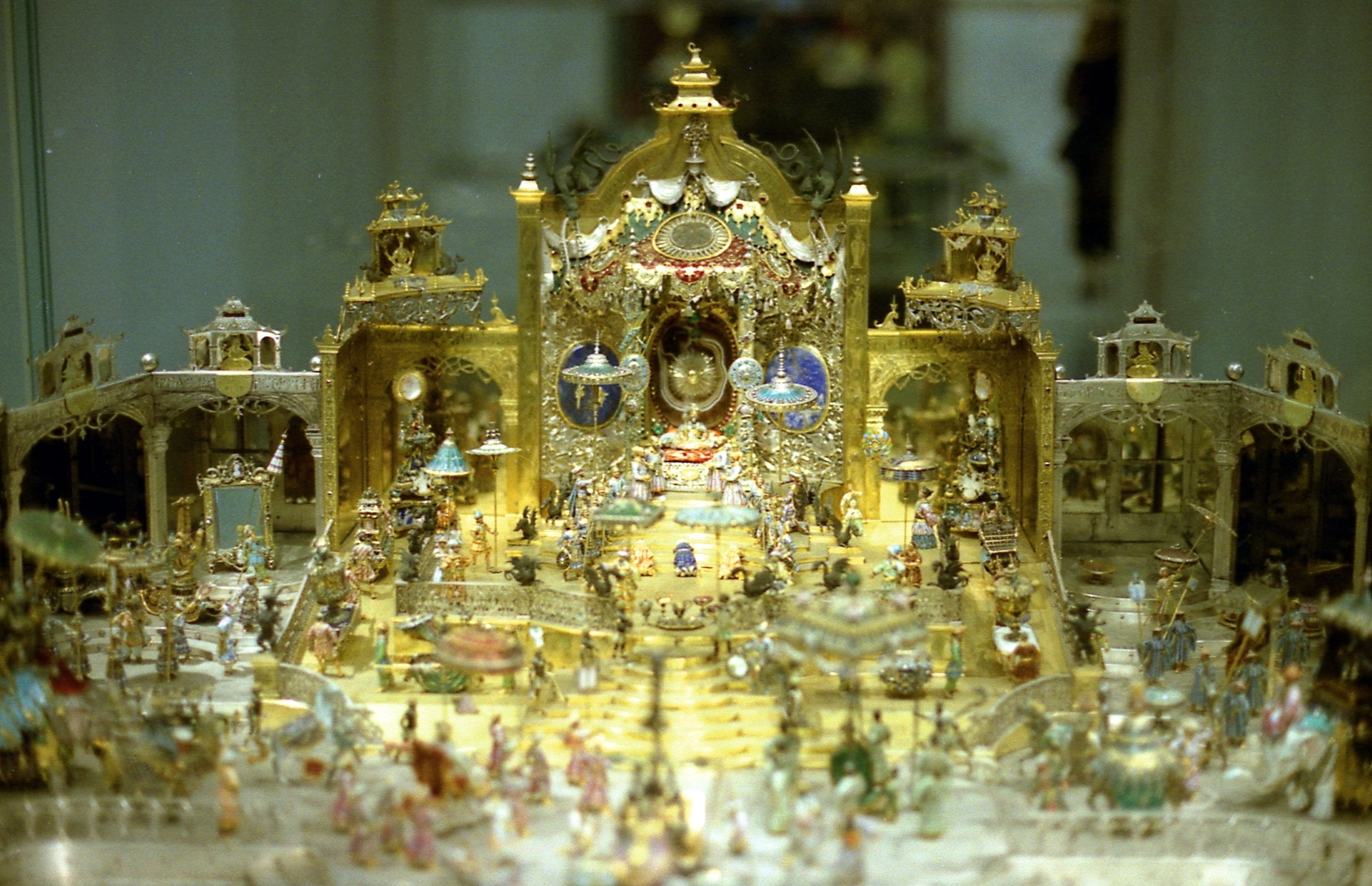
Дворцовый приём в Дели в день рождения Великого Могола Ауренг Зеба. 1701—1708
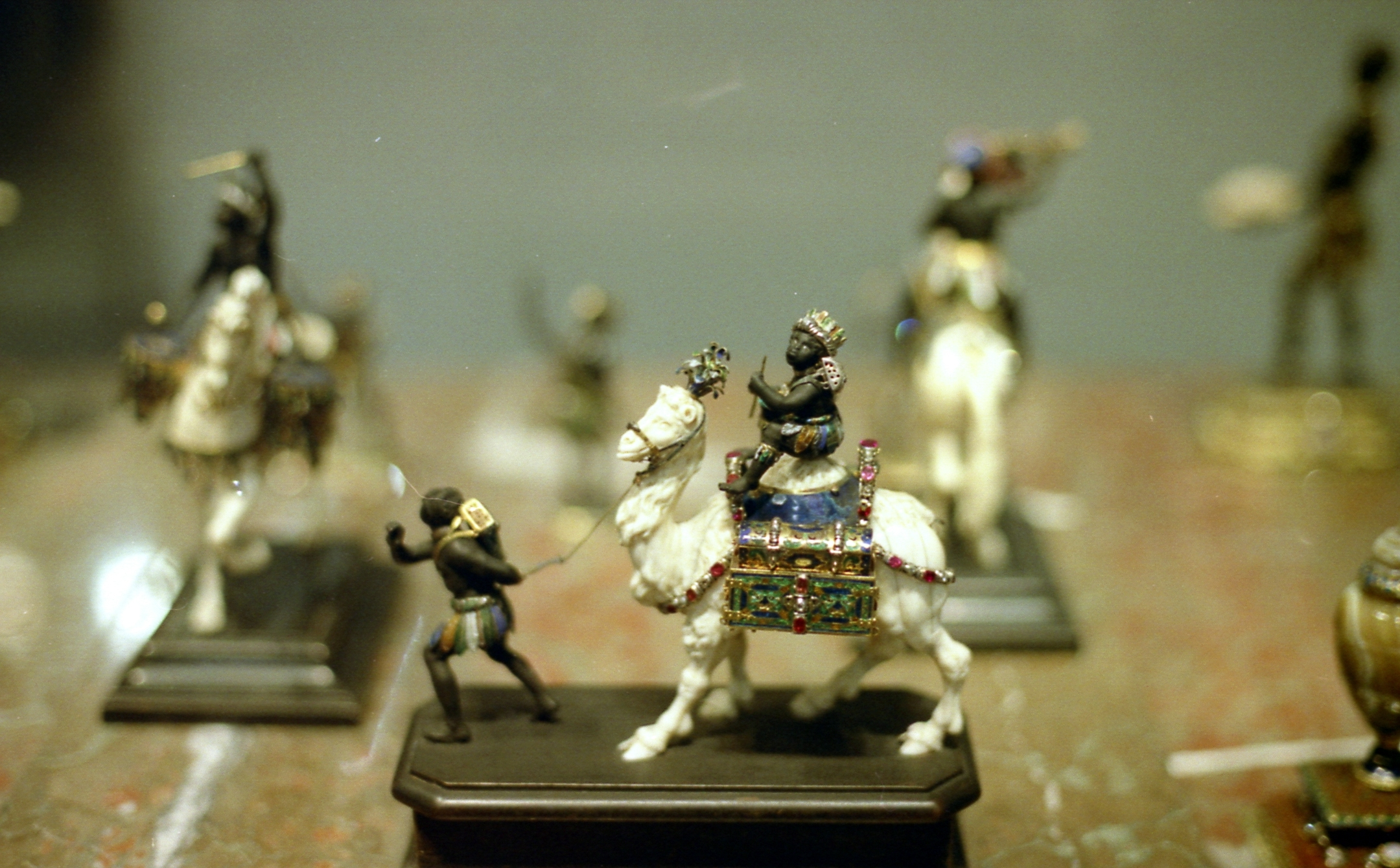
Детали композиции
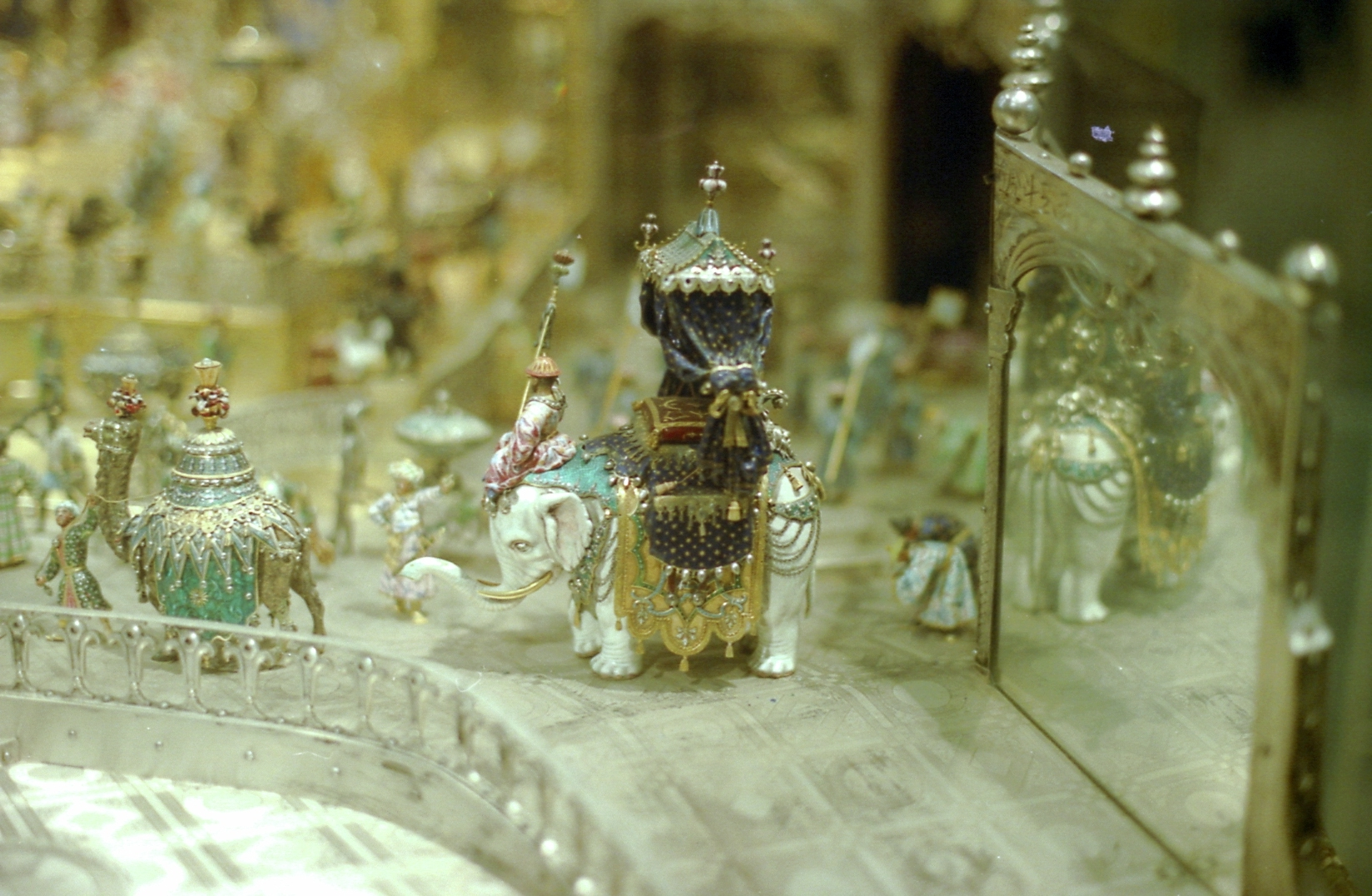
Деталь композиции
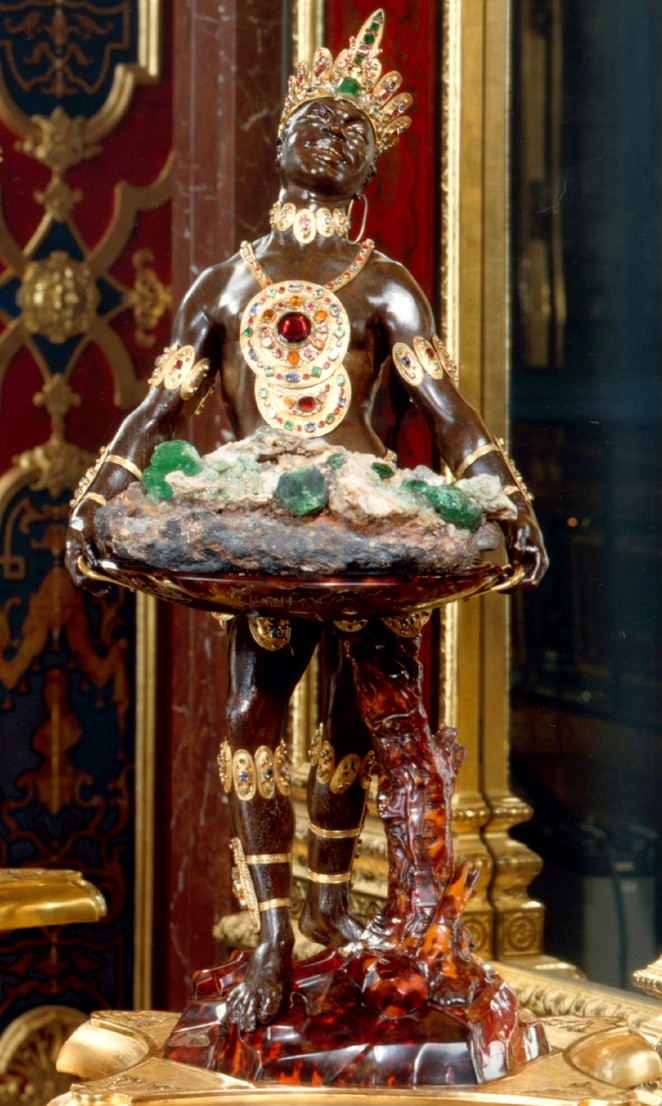
Мавр. Ок. 1724. Грушевое дерево, драгоценные камни
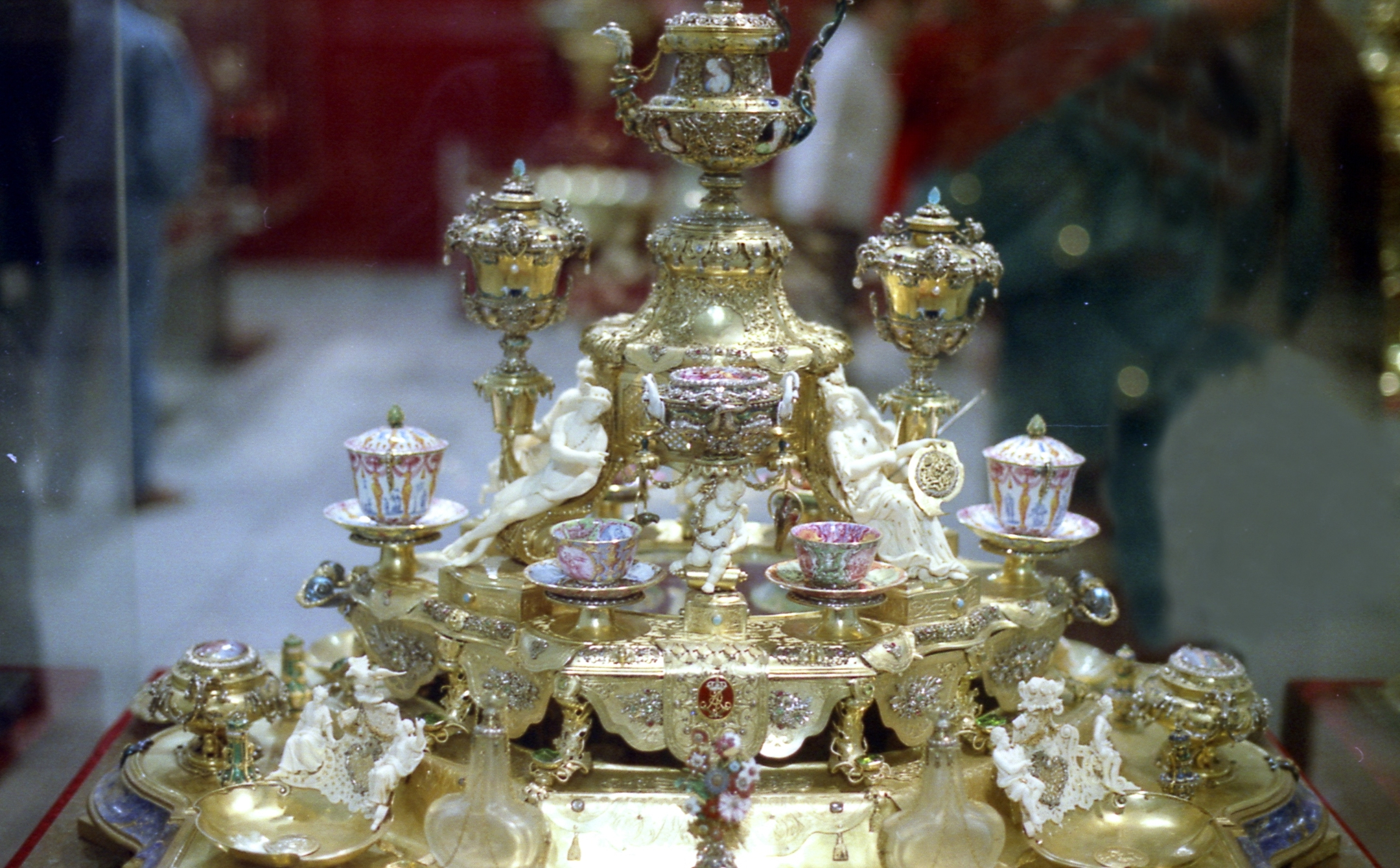
Золотой кофейный сервиз. 1697–1701. Золото, серебро, эмали, бриллианты